# Dames chinoises
Les dames chinoises sont un jeu de société se jouant sur un tablier (jeu) généralement circulaire ou hexagonal, sur lequel une étoile à six branches est représentée, comportant 121 emplacements au total.
Les pions sont disposés dans les six triangles extérieurs d'une étoile à six branches, formant six groupes de dix pions, et permettant de jouer à deux, trois, quatre, ou six joueurs à la fois. Chaque groupe a une couleur différente. À deux ou trois joueurs, on peut jouer avec des groupes de quinze pions.
Chaque pion est toujours sur un emplacement, et un emplacement n'est occupé que par un pion.
Suivant le matériel utilisé, les pions peuvent être des billes, et les emplacements sont alors matérialisés par des trous dans le tablier de jeu. Autre possibilité, les directions de jeu sont dessinées sur le tablier, et les emplacements sont les intersections de ces lignes. Les pions sont posés sur ces intersections.

## Histoire

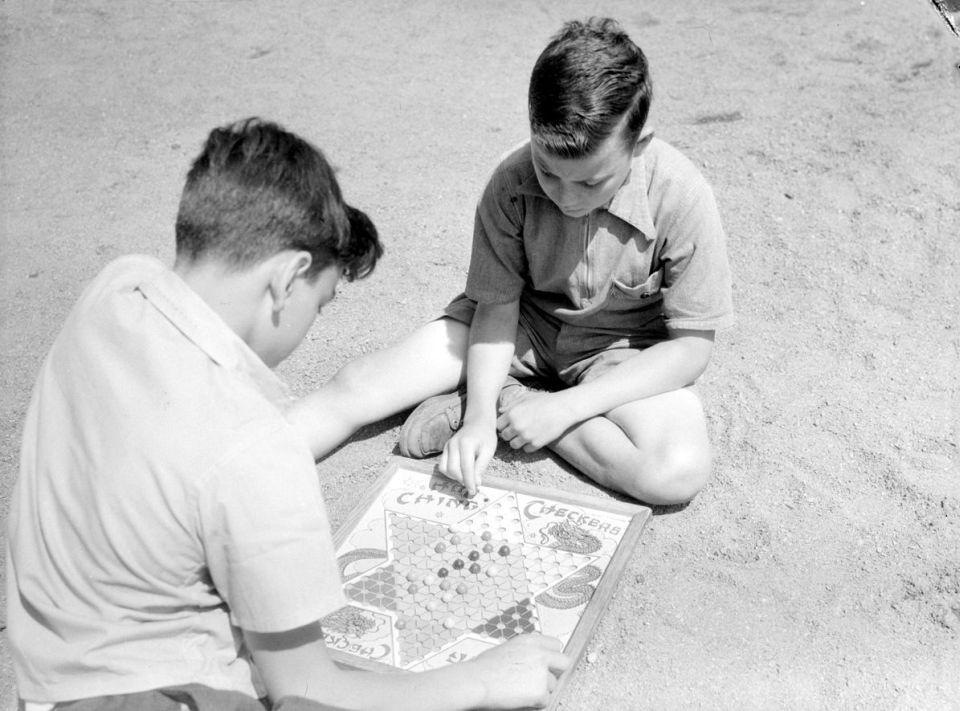
Un jeu de Hop Ching checkers, Montréal, juillet 1942

Malgré leur nom, les dames chinoises ne sont pas d'origine chinoise.
En 1883, l'Américain George Howard Monks invente un jeu nommé Halma.
Le nom est dérivé du grec ancien ἅλμα, qui signifie « saut » et est aussi le nom d'une des cinq épreuves du pentathlon antique.
Cette version initiale du jeu se joue sur une grille de cases formant un carré en 16 × 16.
En 1892, une variante du jeu, se jouant sur des cases disposées en étoile, est brevetée et commercialisée par la société allemande Ravensburger sous le nom de Stern-Halma (« Halma en étoile »). Il est à noter qu'une variante, sans doute indépendante, à cases disposées en étoile était pratiquée en Asie.
Ce n'est qu'en 1928 que l'expression « dames chinoises » (en anglais : Chinese Checkers) est utilisée pour la première fois, lors de la commercialisation du jeu sous le nom de Hop Ching aux États-Unis par la société J. Pressman & Co.
Le jeu dans sa forme carrée ou en étoile est toujours nommé Halma dans de nombreux pays,,,.

## But du jeu
Le but du jeu est de déplacer l'ensemble de ses pions dans la zone opposée à sa zone de départ. Le vainqueur est le premier joueur à avoir amené la totalité de ses pions dans sa zone d'arrivée.

## Règles
Les joueurs sont répartis de façon symétrique autour du tablier de jeu.
Chacun contrôle un groupe de dix ou quinze pions, qu'il faut amener dans la zone symétrique de sa zone de départ par rapport au centre du tablier.
- Dans le cas du jeu à trois joueurs, cette zone est libre dès le début du jeu.
- Dans les autres cas (jeu à deux, quatre, ou six joueurs), elle est occupée en début de partie par un joueur adverse, qui la libèrera au fur et à mesure de son propre avancement.

Chacun joue tour à tour un seul pion. Un mouvement se déroule selon deux modes, au choix et de façon exclusive : 
- Déplacement d'une case dans une des six directions du plateau.
- Déplacement par sauts successifs (au cours d'un seul tour). Chaque saut se fait au-dessus d'un pion d'une couleur quelconque, de façon symétrique par rapport à ce pion, et selon l'une des directions du plateau[1]. La règle de base indique que le pion par-dessus lequel on saute doit être directement adjacent. Dans tous les cas, le saut ne peut être autorisé que si aucun autre pion ne se trouve sur la trajectoire du saut ni dans la case d'arrivée, à l'exception du pion qui sert de pivot.

À la différence des dames classiques, le saut se fait sans prise : les pions restent en jeu pendant toute la partie.
Enfin, des règles supplémentaires permettent d'éviter le blocage de la partie :
- Un pion n'a le droit de séjourner que dans son triangle de départ, dans l'hexagone central ou dans son triangle d'arrivée. Au cours d'un parcours, on a le droit de passer par un triangle d'aile, mais pas d'y stationner.
- Un pion doit obligatoirement quitter son triangle de départ quand le joueur situé vis-à-vis n'a plus, comme seul coup lui permettant de progresser, que la rentrée : on doit alors laisser la place libre, même si on a un meilleur autre coup (il est interdit de bloquer un autre joueur)[6].

## Stratégie
Il est bien sûr crucial de se servir des pions des autres joueurs pour progresser le plus vite possible. Il est aussi important de ne pas laisser de pion de côté car à la fin du jeu le centre de l'étoile se déserte souvent et les pions restants n'ont plus l'occasion de faire des sauts et se retrouvent contraints d'avancer case par case.
Par ailleurs, la relation avec l'adversaire directement opposé est particulière à cause de la dépendance mutuelle qui se crée : les deux joueurs ont besoin d'occuper la place libérée par l'autre, et leur stratégie influe davantage sur cet adversaire que sur les autres.

## Variante
On peut accélérer le rythme d'une partie en autorisant les sauts successifs avec autant d'emplacements libres avant et après le pion au-dessus duquel on saute.

## Version informatique
Il existe plusieurs logiciels de ce jeu.
L'arrivée des tablettes à écran tactile offre désormais un vrai confort de jeu : les joueurs peuvent prendre place autour de la tablette en lieu et place du tablier. S'il manque des joueurs la machine peut jouer à leur place.